# Concordia (Sint Eustatius)
Concordia – osada (buurt) na wyspie Sint Eustatius, w Holandii Karaibskiej. Liczy 252 mieszkańców (1 stycznia 2024). Leży w środkowej części wyspy.